# Айронтон (Мічиган)
Айронтон (англ. Ironton) — переписна місцевість (CDP) в США, в окрузі Шарлевуа штату Мічиган. Населення — 148 осіб (2020).

## Географія
Айронтон розташований за координатами 45°15′23″ пн. ш. 85°11′34″ зх. д. / 45.25639° пн. ш. 85.19278° зх. д. (45.256453, -85.192704).  За даними Бюро перепису населення США в 2010 році переписна місцевість мала площу 2,56 км², уся площа — суходіл.

## Демографія
Згідно з переписом 2010 року, у переписній місцевості мешкало 140 осіб у 66 домогосподарствах у складі 44 родин. Густота населення становила 55 осіб/км².  Було 146 помешкань (57/км²).
Расовий склад населення:
| - 96,4 % — білих - 1,4 % — чорних або афроамериканців - 0,7 % — корінних американців - 0,7 % — азіатів |

До двох чи більше рас належало 0,7 %. Частка іспаномовних становила 0,0 % від усіх жителів.
За віковим діапазоном населення розподілялося таким чином: 15,0 % — особи молодші 18 років, 63,6 % — особи у віці 18—64 років, 21,4 % — особи у віці 65 років та старші. Медіана віку мешканця становила 48,2 року. На 100 осіб жіночої статі у переписній місцевості припадало 86,7 чоловіків;  на 100 жінок у віці від 18 років та старших — 85,9 чоловіків також старших 18 років.
Середній дохід на одне домашнє господарство  становив 56 791 долар США (медіана — 43 333), а середній дохід на одну сім'ю — 43 673 долари (медіана — 35 833). За межею бідності перебувало 3,1 % осіб, у тому числі 0,0 % дітей у віці до 18 років та 0,0 % осіб у віці 65 років та старших.
Цивільне працевлаштоване населення становило 65 осіб. Основні галузі зайнятості: виробництво — 33,8 %, науковці, спеціалісти, менеджери — 18,5 %, роздрібна торгівля — 15,4 %, мистецтво, розваги та відпочинок — 15,4 %.